# Jonas Abrahamsen
Jonas Abrahamsen durante o Grande Prêmio de Lillers-Sourvenir Bruno Comini de 2016.
Jonas Abrahamsen, nascido em 20 de setembro de 1995 em Skien, é um ciclista norueguês, membro da equipa Uno-X Pro.

## Biografia
Jonas Abrahamsen começa o ciclismo à idade de 16 anos. Só um ano mais tarde, ele conhece a sua primeira seleção na equipa nacional da Noruega. Em 2013, classifica-se sétimo do Giro della Lunigiana e 21.º dos mundiais juniores, na Itália.
Em 2017, apanha a nova equipa continental norueguesa Uno-X Hydrogen Development. Bom escalador, se distingue no mês de junho terminando terceiro de uma etapa e décimo do Grande Prêmio Priessnitz spa, depois na Copa das Nações Esperanças. Durando o verão, consegue a Etapa da Volta cicloesportiva disputada antes do Tour de France e que termina no Tourmalet.

## Palmarés
- 2017
  - Uno-X Tour Te Fjells
  - Etapa da Volta
  - Gylne Gutuer
  - 2.º da Copa da Noruega
- 2018
  - 3.º da Copa da Noruega
- 2020
  -     - 2. ª etapa do Tour of Malopolska

## Classificações mundiais
| Ano             | 2016  | 2017  | 2018  | 2019  | 2020  | 2021  | 2022  | 2023 | 2024 |
| --------------- | ----- | ----- | ----- | ----- | ----- | ----- | ----- | ---- | ---- |
| World Ranking   | 2024. | 1967. | 1316. | 1322. | 1518. | 2957. | 1873. | 415. | 77.  |
| UCI Europe Tour | 1348. | 1251. | 810.  | 910.  | 1131. | 1902. | 1205. | -    | 62.  |
|                 |       |       |       |       |       |       |       |      |      |
| Fonte: UCI      |       |       |       |       |       |       |       |      |      |